# 紅湖 (羅馬尼亞)
46°47′N 25°47′E / 46.783°N 25.783°E

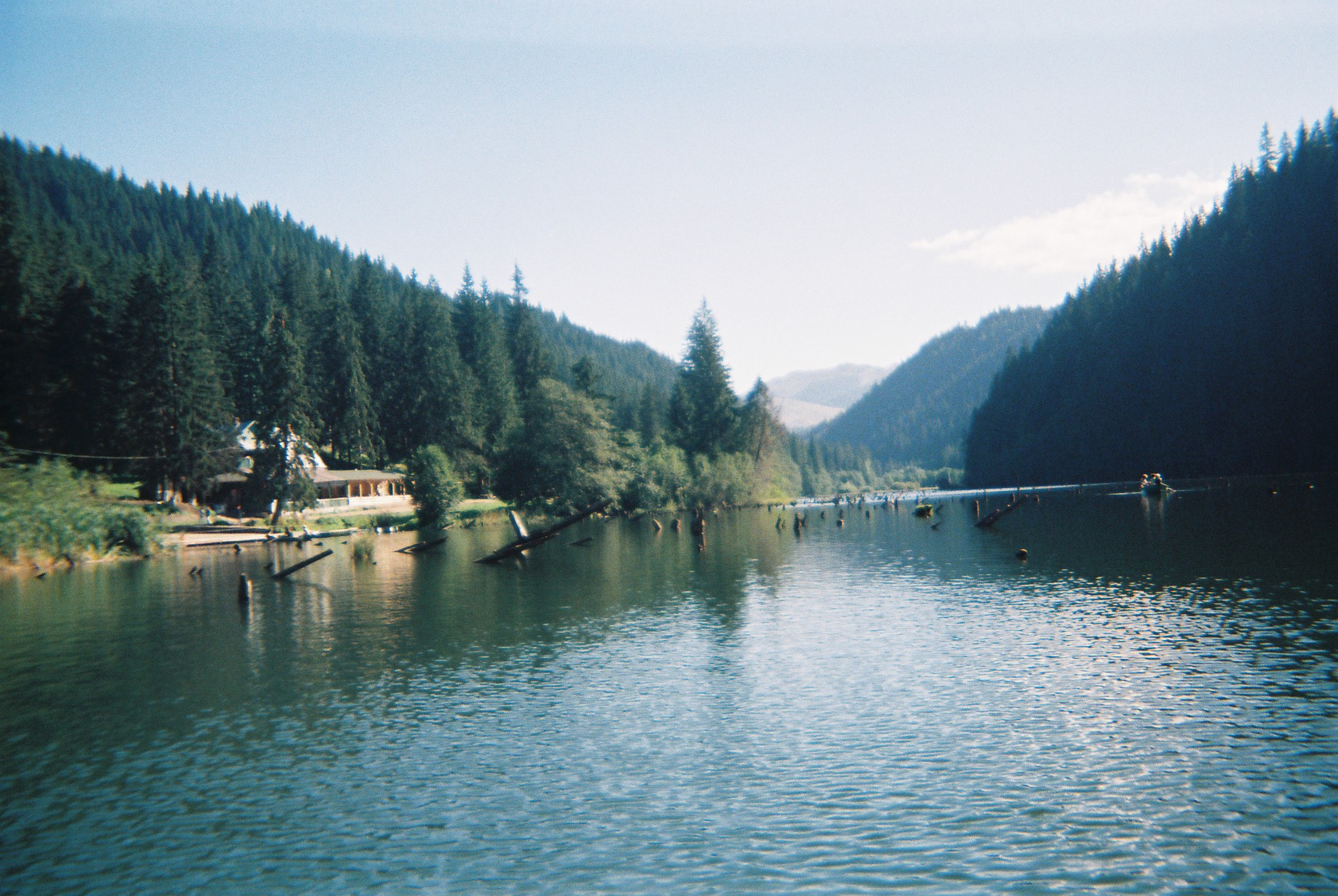
羅馬尼亞紅湖

3D電腦立體圖

紅湖（羅馬尼亞語：Lacul Roșu）是羅馬尼亞的火山湖，由哈爾吉塔縣負責管轄，距離格奧爾蓋尼26公里，長8公里、寬0.3公里，面積1.1平方公里，海拔高度983米，最大水深12.5米，蓄水量59萬立方米。

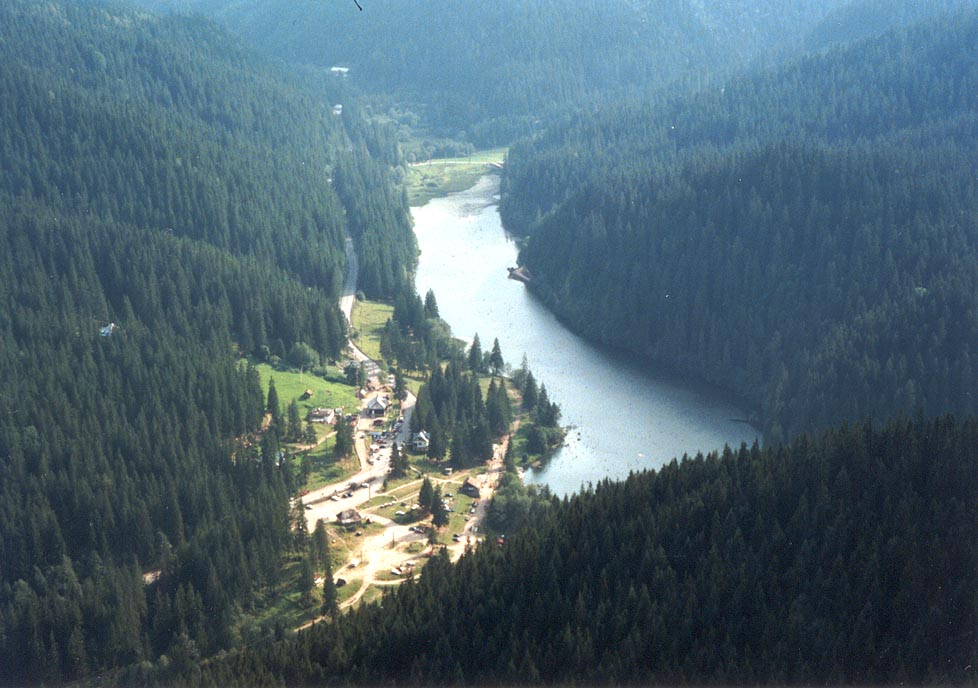
高處俯瞰

## 外部連結
- 360° image and more pictures from the Lacul Roşu